# Pierwszy turniej kwalifikacyjny na igrzyska olimpijskie dla Ameryki Środkowej i Północnej w boksie 1996
Turniej bokserski, rozgrywany w lutym 1996 roku, w mieście Guaynabo (Portoryko). Dwa pierwsze miejsca na podium zapewniały zawodnikom udział na letnich igrzyskach olimpijskich rozgrywanych w Atlancie.

## Medaliści
| Kategoria wagowa               | I miejsce         | II miejsce           | III miejsce                          |
| Waga papierowa (-48 kg)        | José Pérez        | Jesús Martínez       | Santos Mercedes Domenic Figliomeni   |
| Waga musza (-51 kg)            | Joan Guzmán       | Darwin Angeles       | Martin Castillo Chris Scott          |
| Waga kogucia (-54 kg)          | José Cotto        | Johnny Nolasco       | Omar Bernal Zaya Younan              |
| Waga piórkowa (-57 kg)         | Daniel Seda       | Casey Patton         | Yoni Vargas Franklin Frias           |
| Waga lekka (-60 kg)            | Michael Strange   | Francisco Martinez   | Holbrook Storr Alexander Trujillo    |
| Waga lekkopółśrednia (-63,5kg) | Luis Deines Pérez | Phil Boudreault      | Christian Saint-Jago Emiliano Valdez |
| Waga półśrednia (-67 kg)       | Daniel Santos     | Hercules Kyvelos     | Rogelio Martínez Jose Luis Cruz      |
| Waga lekkośrednia (-71 kg)     | José Quiñones     | Nick Farrell         | Carl Grant Lenord Pierre             |
| Waga średnia (-75 kg)          | Marcus Thomas     | Randall Thompson     | Adrian Brown Francisco Montes        |
| Waga półciężka (-81 kg)        | Gabriel Hernández | Julio César González | Wally Jiménez Manny Siaca            |
| Waga ciężka (-91 kg)           | David Defiagbon   | Julio Pacheco        | Clint Forbes Alexander Aeston        |